# Avenue Coghen
L'avenue Coghen (en néerlandais: Coghenlaan) est une voie bruxelloise de la commune d'Uccle.

## Situation et accès
Cette avenue relie  la chaussée d'Alsemberg à l'avenue Brugmann en passant par la rue des Carmélites, la rue des Cottages, l'avenue de Messidor, l'avenue Floréal et le square Coghen.
La numérotation des habitations va de 1 à 219 pour le côté impair et de 2 à 278 pour le côté pair.

## Origine du nom
Elle porte le nom du négociant, financier et homme politique belge Jacques Coghen (1791-1858) aussi comte de coghen qui avait sa maison 🏡 de campagne sur l'actuel parc du Woelvendael et sa propriété s'étendait jusqu'à la chaussée d'Alsemberg et aussi notre avenue Coghen

## Historique
L'avenue a accueilli Peyo lorsqu'il a dessiné les Schtroumpfs
Et Bob de Moor a habité au square Coghen et a été au collège St Pierre

## Bâtiments remarquables et lieux de mémoire
- no 213 : Collège Saint-Pierre